# Metabiografia
Metabiografia é a biografia que um autor faz de si mesmo, podendo ter valores pessoais, afetivos e que não sejam ligados estritamente ao mundo profissional de seu autor.